# 고카메야마 천황
고카메야마 천황(일본어: 後龜山天皇, 1347년 ~ 1424년 5월 10일, 재위: 1383년 ~ 1392년 10월 21일)은 제99대 일본 천황이다. 남조의 마지막 천황이기도 하다. 휘(諱)는 히로나리(熙成)이다. 호칭의 유래는 90대 천황 가메야마 천황(龜山天皇)에서 유래하였다. 고무라카미 천황의 차남으로, 어머니는 가키몬인(嘉喜門院)이다. 황후나 다른 배우자들에 대해서는 거의 알려져 있지 않다.

## 생애
고카메야마 천황은 난세였던 남북조 시대에 왕좌에 올랐다. 1383년 형 조케이 천황이 양위하면서 남조에서 천황으로 즉위하였다.
1392년 10월 15일 신하들 중 화친파의 주장에 따라 아시카가 요시미쓰에 평화를 요청하였다. 그리고 결국 그는 수도로 돌아왔는데 그곳에서 북조의 경쟁자에게 성물(삼종신기)을 건넸다. 그렇게 하여 고카메야마 천황은 양위한 것으로 이해되었다. 1911년부터 일본 정부는 남조의 천황들이 정통 천황임을 선언하였다. 왜냐하면 그들이 삼종신기의 소유를 유지하였기 때문이다. 그리하여 이전 북조의 천황은 방계로 분류되었다.
당시 평화 조약의 조건으로 북조와 남조는 왕좌를 교대로 계승하기로 제안하였다. 그러나 이것은 1412년 파기되었다. 그리고 그후의 모든 천황은 북조의 혈통에서 나왔다. 양위 후에 그는 은둔지로 들어갔다. 1410년 요시노로 돌아왔다.

## 가계도
고무라카미 천황의 2황자이다. 어머니에 대해서는 아노 사네타메의 딸이라는 족보가 있는데, 이는 세대적으로 정합되지 않거나, 조케이 천황과 같은 어머니로, 니죠 모로모토의 유자인 카키몬인이라 생각되지만, 확증은 없다.
후비에 대해서는 일체 미상이다. 1차 사료에서 확인할 수 있는 황자녀는 아래 쓰여진 황자 1명뿐이다.
- 생모 불명
  - 황자 : 오구라노미야 츠네아츠 (? - 1422년) - 친왕 선하의 유무는 불명

근세의 남조계도는 다음과 같은 후비ㆍ황자녀가 쓰여있지만, 조케이 천황과의 혼동도 있기 때문에 그대로 신뢰할 수 없다.
- 중궁 : 미나모토노 신시 (키타바타케 노부코) - 키타바타케 아키노부(北畠 顕信)의 딸
  - 제3황자 : 오구라노미야 요시야스 친왕(小倉宮 良泰 親王) (1370-1443)
  - 황자? : 교고 법친왕(行悟 法親王) (1377-1406) - 실제로는 조케이 천황의 황자
  - 제1황녀 : 야스코(타이시) 내친왕(泰子 内親王) - 니죠 후유자네의 아내
- 뇨고 : 후지와라노 쿄시 (니죠 노리코) (二条(藤原) 教子) - 니죠 노리모토(二条 教基)의 딸
  - 황자? : 토키야스 친왕(世泰 親王) (1360-1377) - 실제로는 조케이 천황의 황자
- 텐지 : 곤텐지노츠보네(権典侍局) 후지와라노 호우시 (히노 쿠니코) (日野(藤原) 邦子) - 히노 쿠니미츠(日野 邦光)의 딸
  - 제2황자 : 쇼토쿠지노미야 모로야스 친왕(長徳寺宮 師泰 親王) (1362-1423)
  - 제4황자 : 신아 법친왕(真阿 法親王) (1374-1440)
- 생모불명
  - 황자 : 쇼겐 법친왕(琮頊 法親王) (?-1448)

## 같이 보기
- 일본 천황